# Hylomyrma balzani
Hylomyrma balzani är en myrart som först beskrevs av Carlo Emery 1894.  Hylomyrma balzani ingår i släktet Hylomyrma och familjen myror. Inga underarter finns listade i Catalogue of Life.

## Bildgalleri

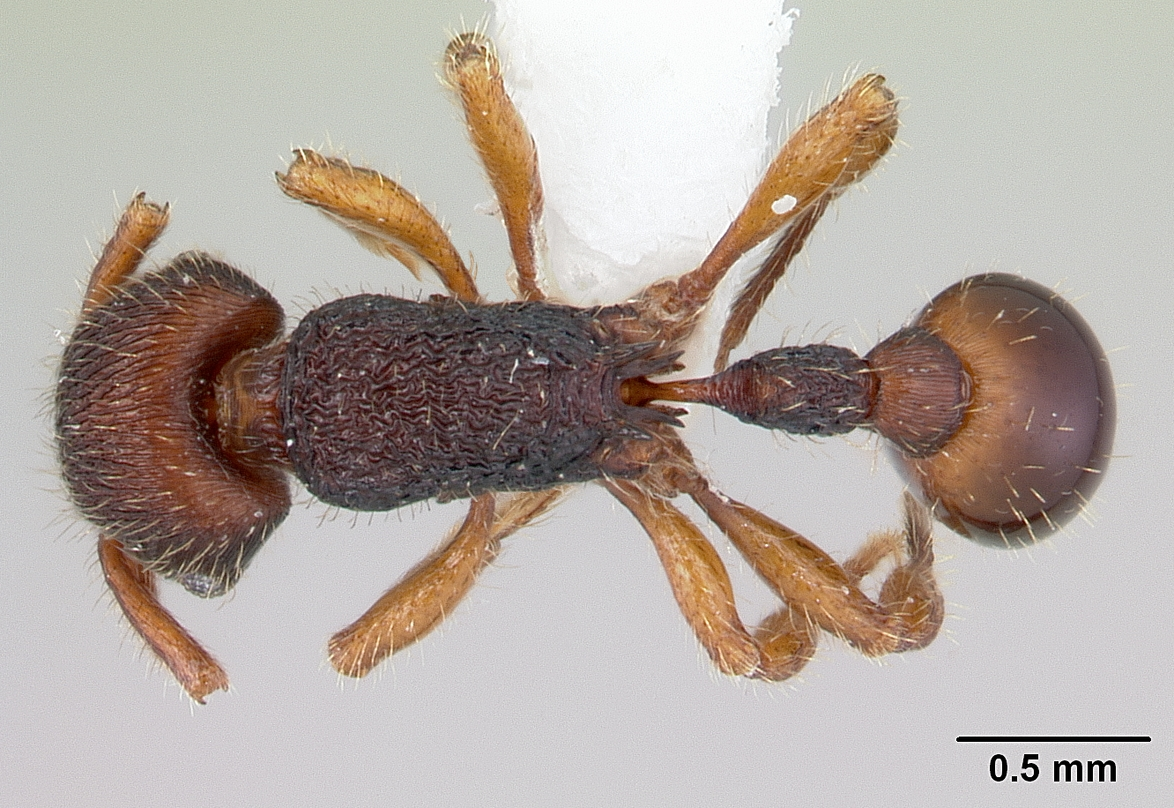
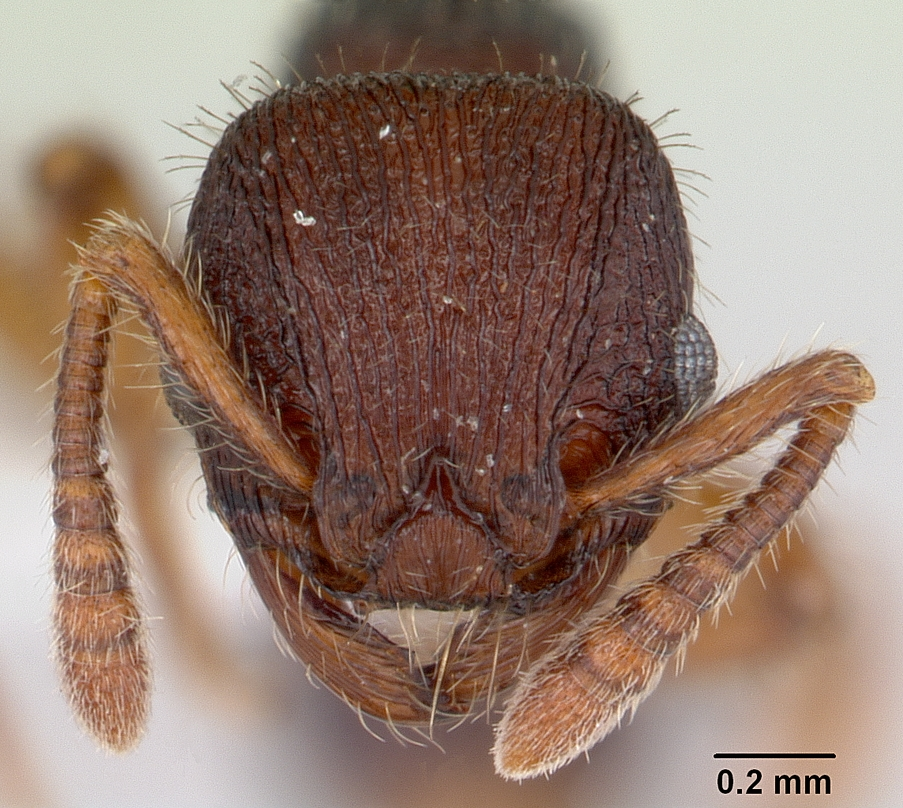
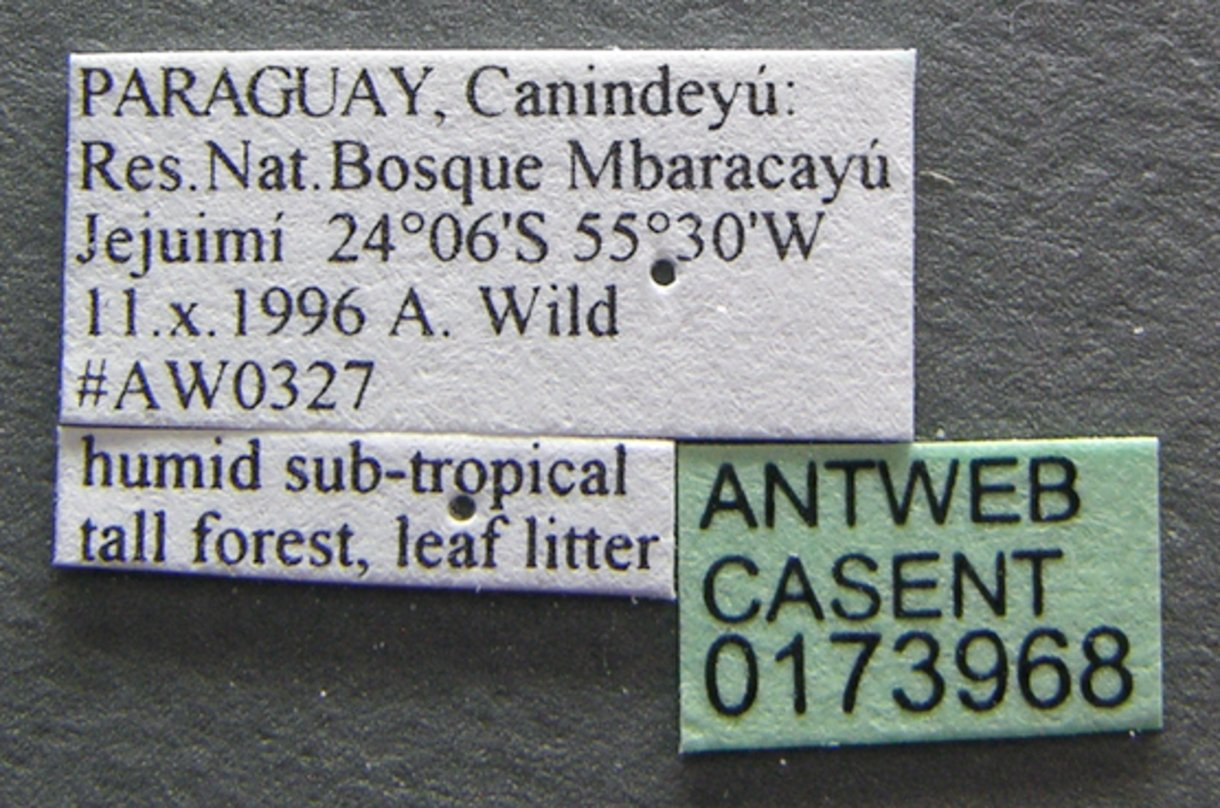